# Lunana – Das Glück liegt im Himalaya
Lunana – Das Glück liegt im Himalaya ist ein Film aus dem Jahr 2019. Regie führte Pawo Choyning Dorji, in der Hauptrolle spielte Sherab Dorji. Gedreht wurde 2019, der offizielle Filmstart in Deutschland erfolgte am 13. Januar 2022 im Verleih von Films Boutique. Lunana – Das Glück liegt im Himalaya war für die Oscarverleihung 2022 als bester internationaler Film nominiert.

## Handlung
In Thimphu, der Hauptstadt Bhutans, lebt Ugyen, ein junger Mann, der von einer Musikerkarriere im Ausland träumt. In seinem letzten Ausbildungsjahr als Lehrer wird er jedoch dazu verpflichtet, im Lunana-Tal zu unterrichten. Das Dorf Lhedi liegt an den Hängen des Himalaya in 4.800 Metern Höhe und ist Standort der abgelegensten Schule der Welt. Die Kinder, die dort unterrichtet werden wollen, sind äußerst wissbegierig und wären der Traum eines jeden Lehrers, außer für Ugyen, der eigentlich seine Ausbildung abbrechen wollte. Das Klassenzimmer hat nicht einmal eine Tafel, Elektrizität und Bücher sind auch nicht vorhanden. Die wenigen Monate, die er dort verbringen muss, bis er seine Rückkehr antreten kann, reichen aus, um ihn zu lehren, dass er von dem Dorf und seinen Bewohnern noch einiges lernen kann. In seiner Heimat wird das Glück als nationales Ziel gesetzt und blickt auf eine lange Tradition zurück, doch ganz in der Ferne unter schlechten Lebensbedingungen lernt er seine wirkliche Bedeutung kennen. Währenddessen befreundet er sich mit der Sängerin Sandon, die großen Einfluss auf seine Entwicklung hat.

## Rezeption
- Lexikon des internationalen Films: „Charmant gespieltes, liebenswertes Wohlfühlkino vor prachtvoller Landschaftskulisse, das Widersprüche der Gesellschaft benennt, vor allem aber die poetische Kraft des Einklangs mit der Natur beschwört.“[3]